# Baldwin (biskup krakowski)
Baldwin (ur. ?, zm. 7 września 1109) – biskup krakowski w latach 1102–1109.
Prawdopodobnie był Francuzem, herbu Achinger. Na grobie innego Achingera, osiadłego w Polsce za czasów Zygmunta Starego widniał napis  Equaes Franciae  Orientalis a Facha. Kandydat Bolesława Krzywoustego do biskupstwa przedstawiony papieżowi. W 1102 udał się do Rzymu aby wystarać się o sakrę biskupią. Tam też uzyskał od papieża Paschalisa II dyspensę na zawarcie przez księcia małżeństwa z księżniczką ruską Zbysławą (byli krewnymi III stopnia). W 1103 brał udział w synodzie Kościoła polskiego, na którym legat papieski Gwalon złożył z urzędu dwóch biskupów polskich. W czasie wojny domowej 1107 bronił Zbigniewa. Na skutek jego próśb Krzywousty pozostawił Zbigniewowi Mazowsze.